# ホンダ・CT
CT（シーティー）は、本田技研工業が製造販売するオートバイの単独車名もしくはシリーズ商標である。

## モデル一覧
※各モデルの詳細についてはそれぞれのリンク先を参照のこと。
ハンターカブ（CT50/90/110/200）
- 1960年 - 2012年に製造されたスーパーカブをベースにオン・オフ両用としたデュアルパーパスモデルに付帯するシリーズ車種名ならびにモデルコード。詳細はホンダ・CT110を参照。

CT70
- 1969年 - 1994年に製造されたダックス70㏄モデルの北米向け輸出仕様車のモデルコード。

CT250S
- 1981年 - 1984年に製造されたL250S型シルクロードに使用された車名。ちなみに海外向け輸出仕様車にはCL250Sが用いられた。

CT50
- 1982年 - 1987年に製造されたA-AD05型モトラのモデルコード。

CT125・185・200
- オーストラリア・ニュージーランド等のオセアニア諸国への輸出専売モデル。XLシリーズならびにXRシリーズをベースに農業用途へ特化させた通称ファームバイクのシリーズ車名。

CT125・ハンターカブ
- 2020年発売の現行モデル。型式名2BJ-JA55。詳細はホンダ・CT110#CT125・ハンターカブを参照。